# David (empresa)
David fou una marca catalana d'automòbils, fabricats per l'empresa David SA a Barcelona en dues modalitats i etapes diferenciades: autocicles de 1913 a 1923 i microcotxes de 1951 a 1957. Inicialment, la raó social de l'empresa era Fábrica Nacional de Cyclecars David i tenia la seu al carrer Pallars del Poblenou. El 1919, l'empresa canvià la seva denominació inicial per l'actual i el 1931 es traslladà a un nou edifici, construït per l'arquitecte Ignasi Mas al carrer d'Aribau i conegut encara avui com a Edifici David. L'empresa subsisteix encara, dedicada als serveis immobiliaris (lloguer d'oficines, locals i aparcaments) i a la gestió del seu històric edifici.

## Història

### Els inicis
El promotor i cofundador de l'empresa, Josep Maria Armangué, fou un metge molt afeccionat als esports que ja el 1907, a disset anys, començà a experimentar amb els aleshores anomenats down-cars (petites plataformes amb rodes que es coneixen en català com a carretons). Armangué en va crear un a partir d'un bobsleigh i, després d'un temps de practicar-hi carretera de la Rabassada avall, se li acudí de fabricar un motor de quatre temps i instal·lar-l'hi. Aquest motor fou la base del prototipus del primer vehicle David, dotat d'un canvi de velocitats progressiu que Armangué i els seus familiars Lluís i Frick patentaren. Els tres cosins Armangué, amb el suport dels germans Ramon i Josep Maria Moré, Ferran Comas, els germans Puig, Arruga i membres de les famílies Andreu, Roviralta i Sagnier, culminaren la construcció del seu primer autocicle David el 1913. Per al nom, Armangué s'inspirà en l'heroi bíblic, ja que el seu cotxe podia competir amb altres de molt més grossos.
L'èxit comercial i esportiu del primer David va fer que els socis abans esmentats constituïssin a Barcelona, el 14 de juliol de 1914, la Fàbrica Nacional de Cyclecars David amb un capital social de 65.000 pts (uns 391 euros al canvi). L'empresa començà a produir als tallers Juanico de l'Avinguda del Tibidabo fins que es traslladà al número 71 (actual 77) del carrer Pallars del Poblenou. El 1915 ja produïren un centenar de vehicles.
L'èxit comercial de l'empresa creixia i molts joves barcelonins benestants van tenir un David com a primer cotxe. Se n'arribaren a fabricar-ne 1.500 unitats i varen estar en producció fins als voltants de 1922. A banda, els autocicles David dominaren les competicions d'aquesta mena de petits automòbils arreu de la península Ibèrica durant anys.

### El negoci dels taxis

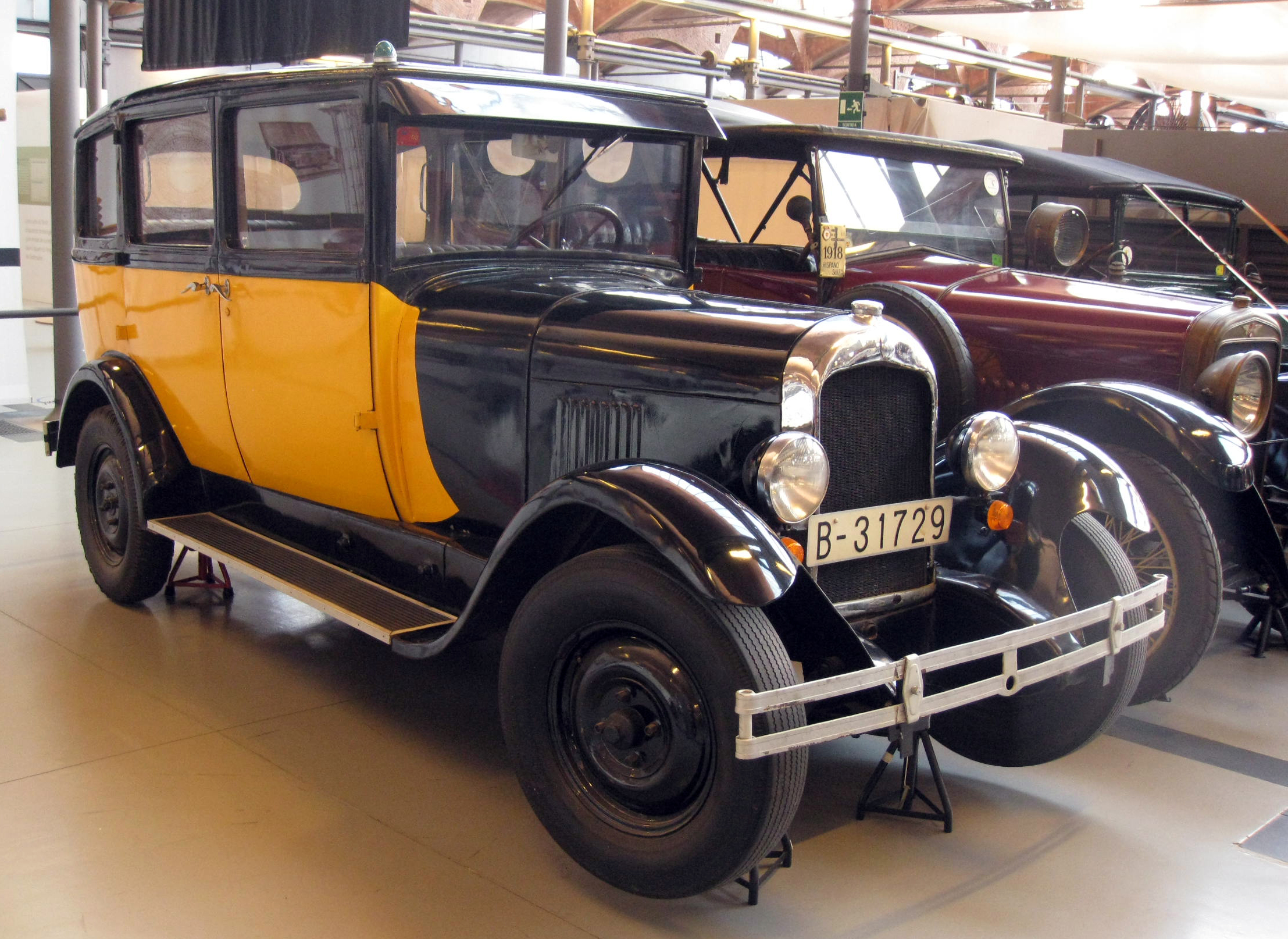
Taxi barceloní de 1928. La combinació de colors groc i negre és original de David

El 1917, Josep Maria Armangué es morí en un accident d'aviació al Prat de Llobregat i el control de l'empresa passà a mans dels germans Moré, els quals decidiren de reorientar el negoci cap al sector del taxi tot i mantenir la fabricació de vehicles comercials. Una branca de la família fundadora va seguir vinculada a l'automobilisme amb la Casa Armangué –ubicada a la Rambla de Catalunya– activa fins al 2010 com a taller de reparacions i recanvis. El 1919, l'empresa canvià la seva denominació per David, S.A.
En aquella època, la casa David esdevingué molt popular a Barcelona, ja que arribà a tenir 1.000 taxis circulant per la ciutat. Els seus xofers estaven obligats per contracte a vestir uniforme i no podien acceptar propines, mentre els taxis oferien comoditat i seguretat. Tots ells duien, a la part anterior, una figureta del David de Miquel Àngel com a element distintiu.
El novembre del 1929, atès el volum que havia pres la producció de cotxes David destinats a la indústria del taxi, s'encarregà la construcció d'un edifici capaç d'albergar tots aquests vehicles i que servís alhora com a taller. Dissenyat per Ignasi Mas i Morell, l'Edifici David s'inaugurà oficialment el 1931. Ocupava els números 230-240 del carrer d'Aribau i era una obra emblemàtica d'aspecte neoclàssic, inspirada en l'anomenada escola de Chicago.
El 1931 s'unificaren els colors dels taxis de Barcelona i s'adoptà la combinació de colors groc i negre original dels David, vigent encara actualment.

### La postguerra

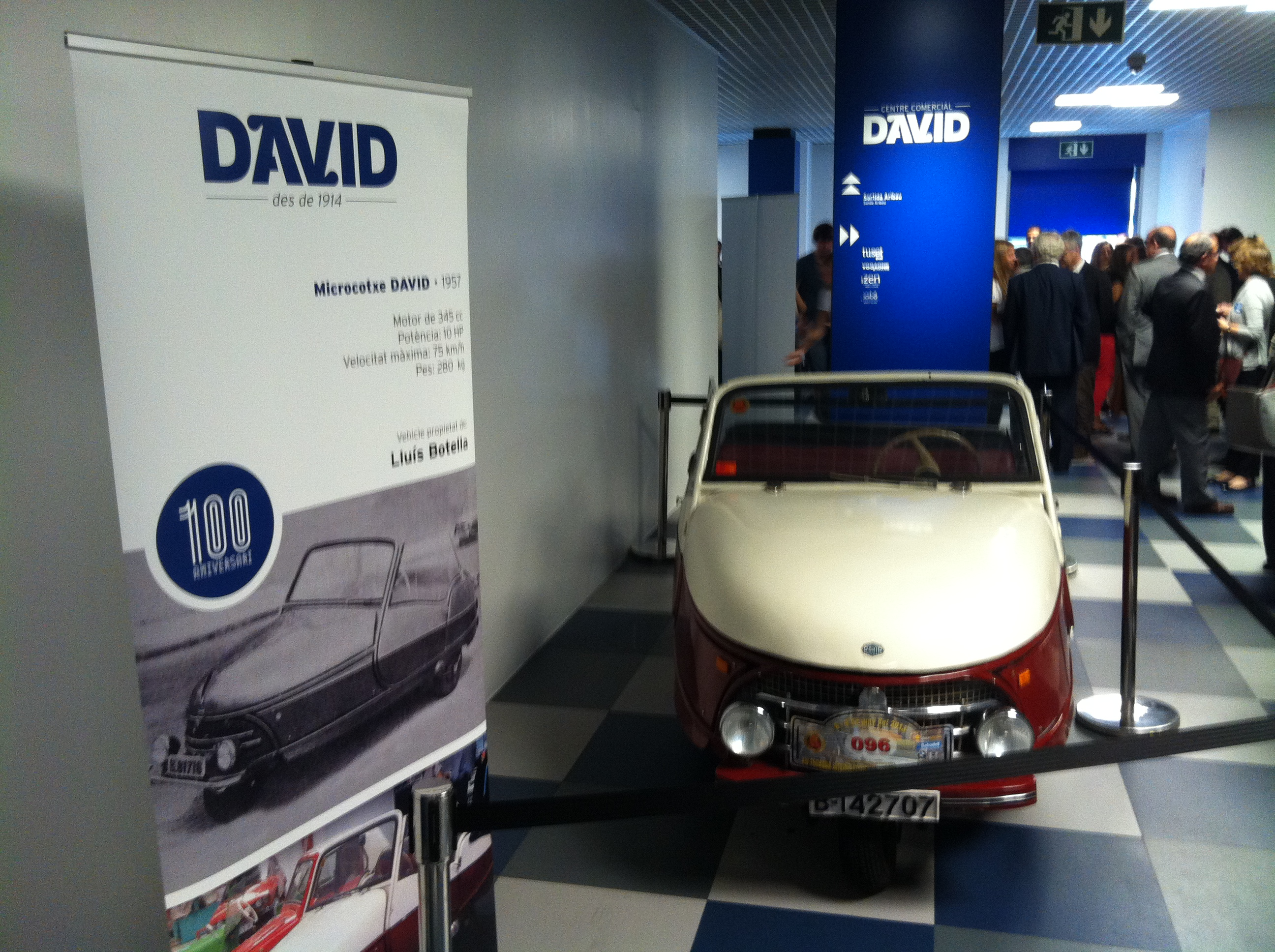
Interior de l'Edifici David. En primer terme, un microcotxe David dels anys 50.

Durant la guerra civil espanyola l'empresa va ser col·lectivitzada i els taxis es varen fer servir al front. Un cop acabada la guerra, David es reconvertí en representant de Citroën i va entrar en altres negocis, com ara els aparcaments i el servei de grua. Cal dir que, a causa de l'escassetat de combustible de l'època, Josep Maria Moré va fabricar una curta sèrie de vora deu vehicles elèctrics sota la marca David, amb xassís Citroën i carrosseria tipus haiga.
Cap a 1954, David va obtenir la patent d'un microcotxe de tres rodes, el qual va fabricar fins al 1957.

## Autocicles (1913-1923)

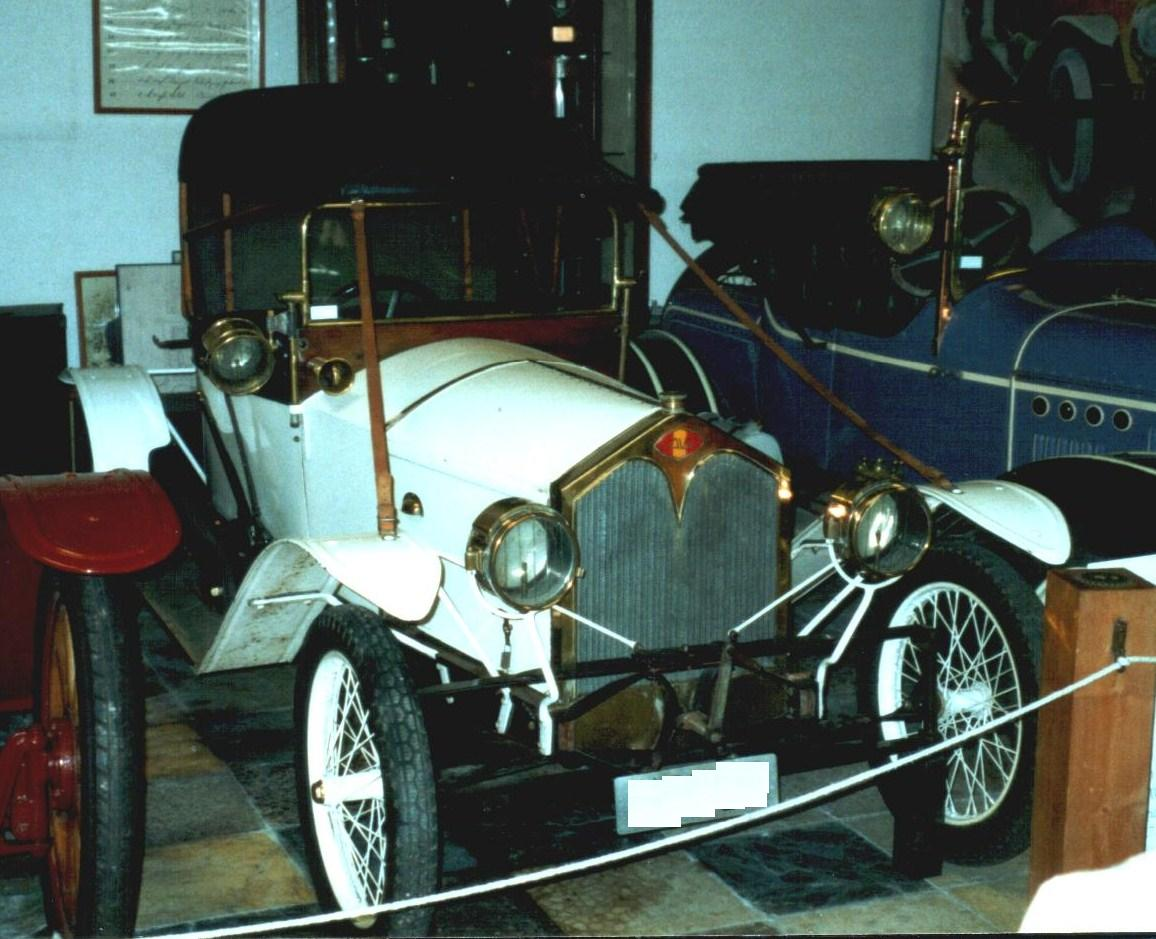
Un autocicle David de 1917

Els autocicles David es construïen amb carrosseries de dues i quatre places. El prestigi de la marca va culminar amb l'encàrrec del duc de Montpensier, que va donar lloc a la comercialització d'un model amb el seu nom. Amb la mort de Josep Maria Armangué la fàbrica va començar un lent ocàs, el David no va evolucionar i la clientela va minvar fins que va aturar definitivament la producció cap a 1923. Els cotxes encara no venuts es van transformar en una mena de petit taxi de dues places.
Els motors dels David, juntament amb les seves dimensions i prestacions, van créixer. Dotats inicialment de bicilíndrics de motocicleta JAP refrigerats per aire, després en muntaren de 2 i 4 cilindres MAG (Motosacoche) amb refrigeració líquida. D'ençà de 1919, en muntaren de les marques Hispano Suiza, Ballot i Elizalde. Però el punt fort dels David era el seu xassís, dotat de bastidor de fusta, suspensió anterior independent per ballestes transversals superposades i transmissió per doble corretja a les rodes posteriors, amb relació adaptable. Gràcies a les seves vies, molt amples, tenien gran estabilitat. Els més potents podien assolir els 130 km/h en pla, i la seva agilitat els feia molt competitius.

### Èxits esportius
Els autocicles David van destacar en competició durant l'època en què aquesta mena de vehicles era popular, en dura competència amb altres marques barcelonines com ara Ideal o DyG. Pilotats especialment pels germans Armangué i per Josep Maria Moré, però també per Josep i Joan Andreu, Santiago Soler, Josep Martí i altres pilots. Josep Maria Armangué hi guanyà la Barcelona-Sabadell-Barcelona de 1914 i Frick i Lluís Armangué, la Barcelona-Madrid-Barcelona de 1916 (més de 1.250 km a uns 44 km/h de mitjana). El 1915, Moré va guanyar la I prova per equips amb els seus companys Ferran i Armangué (amb motocicletes Rudge) i Pau Llorens amb sidecar Rover.
A la fi dels anys deu, aparegueren nous fabricants que aportaren solucions més innovadores als autocicles, com ara Loryc i Salmson. Malgrat la manca d'evolució dels David enfront d'aquesta competència, els èxits esportius de la marca continuaven. El 1922, Moré fou segon a la I Pujada a la Rabassada (després del Bugatti de Patricio de Satrústegui) amb un David anomenat «La Bala de Plata» equipat amb motor MAG de 1.100 cc tetracilíndric, vàlvules a la culata i carrosseria més aerodinàmica. Però la davallada en la demanda i competitivitat dels David va provocar el seu progressiu abandonament. De cara al Trofeu Armangué de 1922, fins i tot Frick Armangué va canviar el seu David per un Loryc-EHP amb el qual va fer la volta ràpida al circuit i va acabar segon.

## Microcotxes (1951-1957)

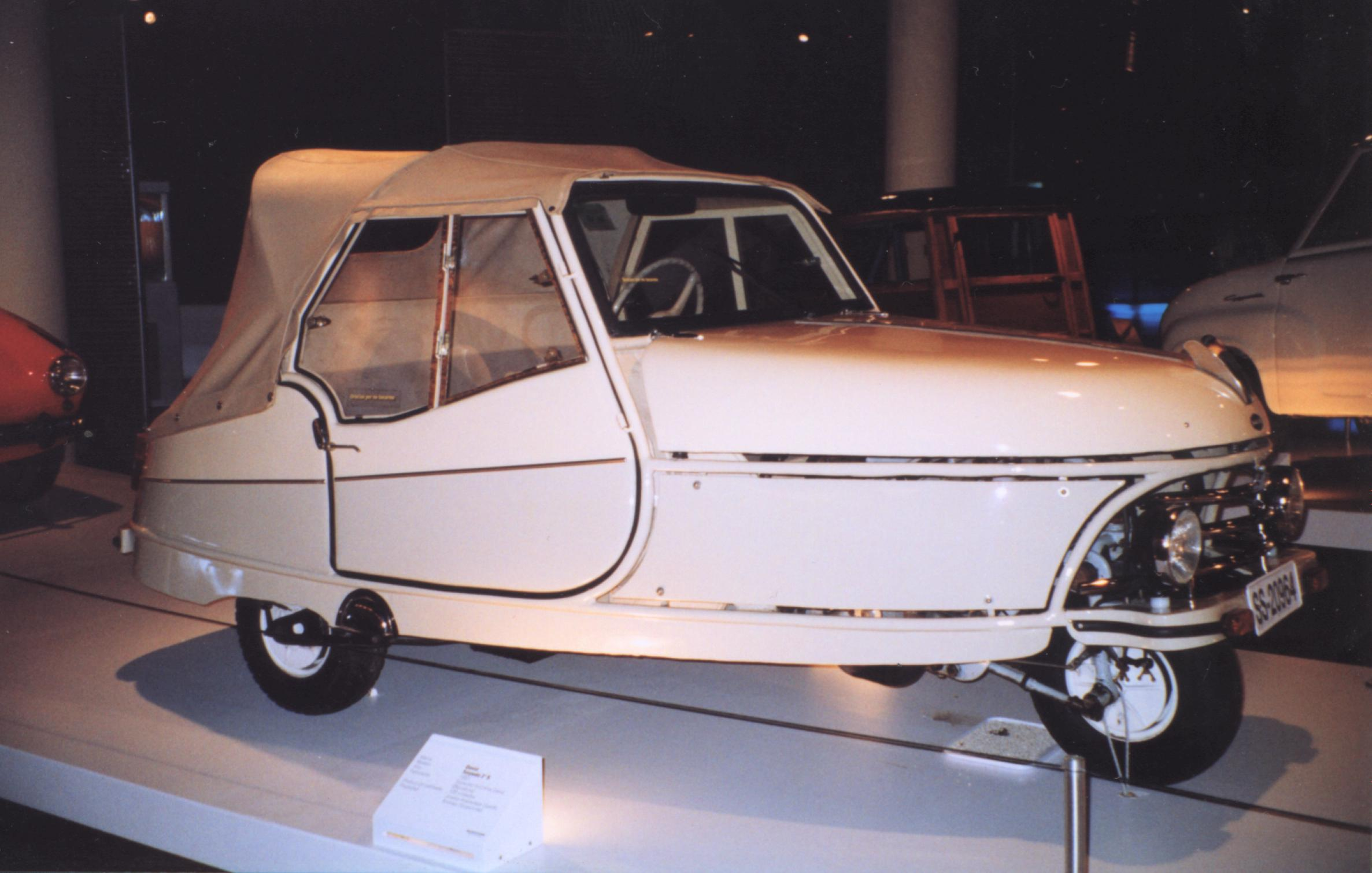
Un David Torpedo 2 S dels volts de 1957

David S.A. va presentar el 1950 un model de microcotxe per al repartiment urbà (més aviat un tricicle carrossat) amb mecànica pròpia, del qual se'n varen fer diverses versions incloent-hi un turisme de dues places (i fins i tot una tricamioneta de cinc rodes). Segons Josep Maria Moré «No es tracta d'un cotxe amb una roda menys, sinó d'una moto amb una roda més».
Tot i que els primers prototipus daten de 1949 i els darrers exemplars matriculats, de 1959, se n'ha calculat una producció total d'uns 60 exemplars entre 1951 i 1957.

### Característiques tècniques
Font:
- Motor:
  - Característiques: Monocilíndric anterior de fabricació pròpia (tipus M.2 t.1) de dos temps de 76 X 76 mm (345 cc) refrigerat per turbina d'aire accionada per l'eix del cigonyal
  - Potència: 10 CV a 4.000 rpm
  - Compressió: 5,7:1
  - Parell màxim: 2 m/kg
  - Carburador: Solex
  - Dipòsit d'oli: 2 l
  - Instal·lació elèctrica: 6 H amb dinamo de 100 W, bateria de 45 A i bugies de grau F-70
- Canvi de marxes i frens:
  - Velocitats: 6 relacions (3 marxes amb multiplicador) més marxa enrere
  - Relacions de canvi: 1a 1:26 / 2a 1:1,47 / 3a 1:1,04 / Marxa enrere -1:4,2
  - Embragatge: Multidisc en bany d'oli
  - Frens: Mecànics sobre les tres rodes
  - Superfície total de frenada: 240 cm2
- Xassís: 
  - Tipus: Barra central longitudinal sobre la qual es recolza el tren posterior. El tren anterior consta de conjunt de direcció-suspensió i el motor gira juntament amb la roda.
  - Suspensió anterior: Per ballestes i molla espiral
  - Suspensió posterior: Per làmines de torsió
  - Direcció: Per semicorona i pinyó amb 3,40 m de diàmetre de gir
  - Pneumàtics: 4.00 x 8 (pressió: 1,5 davant i 1,75 darrere)
- Mides i pes:
  - Ample de via posterior: 1,20 m
  - Distància entre eixos: 1,70 m
  - Longitud total: 2,80 m
  - Amplada total: 1,40 m
  - Alçada total: 1,40 m (capotat)
  - Alçada sobre el terra: 0,20 m
  - Pes: 280 kg (els primers models pesaven 215 kg)
- Carrosseria:
  - Tipus: Monocasc d'estil torpede oberta (amb capota o sense). Hi va haver un model tancat i una tricamioneta oberta.
  - Seients: 2+2
  - Dipòsit de benzina: 18 l
- Prestacions:
  - Velocitat màxima: 68 km/h el model normal i 58 km/h la tricamioneta
  - Consum: 5 l/100 km